# Jacques Gouin de Beauchêne
Jacques Gouin de Beauchêne (Saint-Malo, 2 de enero de 1652-Saint-Malo, 26 de julio de 1730), fue un navegante y explorador francés, recordado por haber sido el primer francés en franquear el cabo de Hornos (101) y por haber descubierto alguna pequeña isla en el océano Atlántico. Su apellido también se halla escrito como Beauchene, Beuchesne o Beauchesne.

## Biografía
Jacques Gouin de Beauchên nació el 2 de enero de 1652 en Saint-Malo, Ille-et-Vilaine, uno de los principales puertos marítimos de la Bretaña. Se convirtió en oficial de la marina y fue designado para comandar una expedición a los mares del Sur de la Compañía real de la mar del Sur (Compagnie royale de la mer du Sud ), un año después de la creación en 1698 por el más rico armadores de Saint-Malo, Noël Danycan (1651-1731). La compañía tenía por objeto comerciar con las costas chilenas y del Peú, donde se hallaban las ricas posesiones mineras españolas.
Al mando como capitán de navío del Phelupeau (o Phelypeaux), navegó en el estrecho de Magallanes en 1699, bautizando una de las islas menores  con el nombre de Luis XIV de Francia y una bahía con el nombre Louis, Le Grand Dauphin (Luis, el Gran Delfín) invernando en la misma. Después de un crucero con éxito a lo largo de la costa de Chile y Perú, visitó las islas Galápagos. A la vuelta, pasó por el cabo de Hornos el 9 de enero de 1701, siendo el primer francés en hacerlo. (En 1703, el capitán Alain Porée será el primer francés en franquearlo en la otra dirección, de este a oeste.)
Diez días más tarde, descubrió la isla que ahora le honra con su nombre, la pequeña isla Beauchene (de solo 1,72 km²), a unos 50 kam al sur del archipiélago de las islas Malvinas. Con su viaje, contribuyó al inicio de las relaciones comerciales entre Chile, Perú y Francia.
Murió en Saint-Malo el 26 de julio de 1730, a los 78 años de edad. En la actualidad, una de las calles de la ciudad le honra con su nombre. La biblioteca de la Asamblea Nacional conserva varios manuscritos suyos.